# Andrea Walter

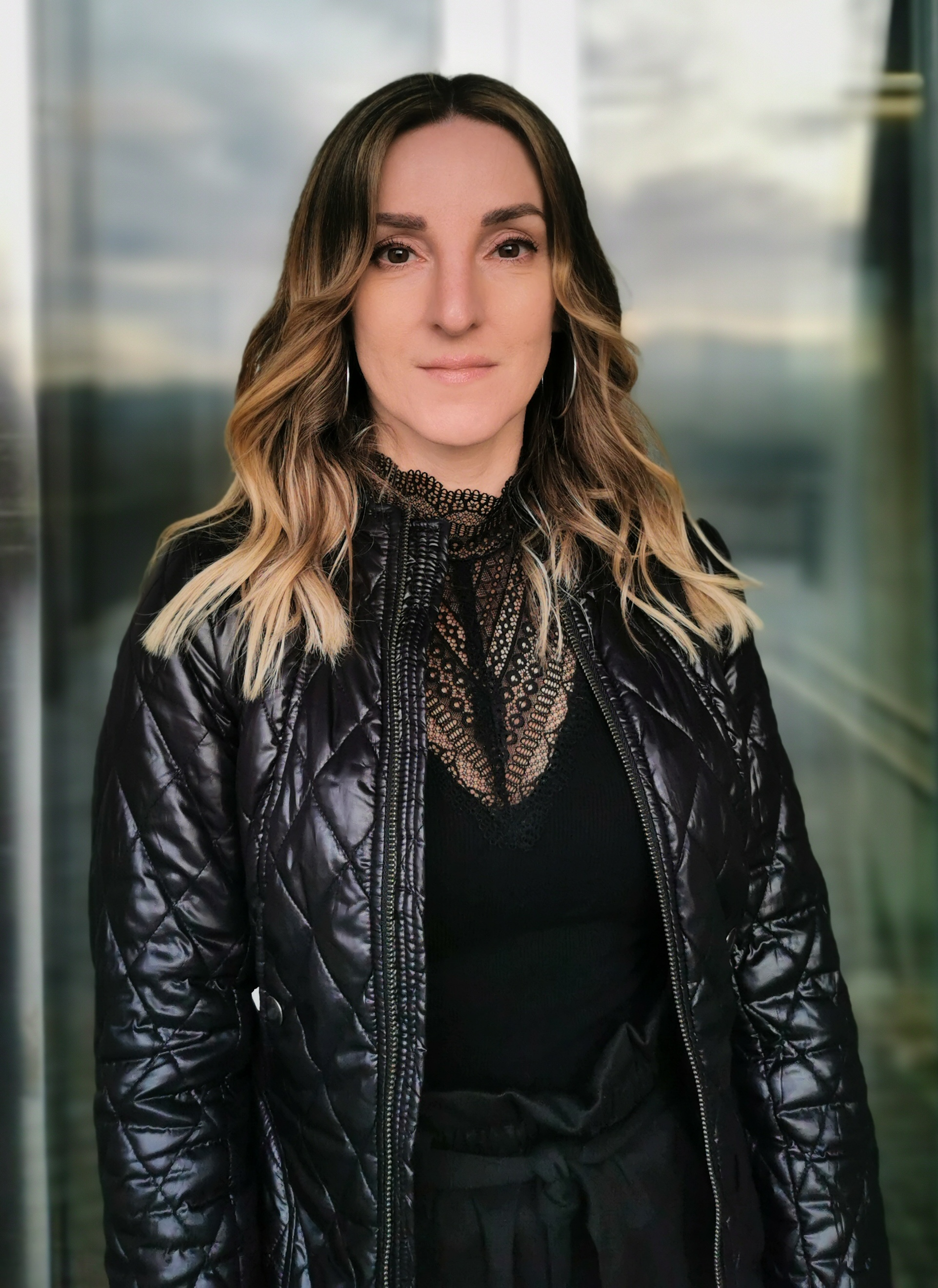
Andrea Walter (2023)

Andrea Walter (* 1980 in Melk) ist eine österreichische Schriftstellerin, Persönlichkeits- und Autorentrainerin. Sie ist auch bekannt unter dem Krimi-Pseudonym Fanny Svoboda.

## Leben und Werk
Andrea Walter lebt mit ihren beiden Kindern in der Wachau. Bis zu ihrem Durchbruch als Autorin war sie im Marketingbereich im Landestheater Niederösterreich tätig. Neben der Schriftstellerei arbeitet sie als selbständige Persönlichkeits- und Autorentrainerin.
Unter dem Namen Andrea A. Walter publiziert die Autorin Psychothriller, ihre Krimis erscheinen unter dem Pseudonym Fanny Svoboda.
Walter begann als Selfpublisherin. Nach ihrem Debüt In vino veritas – Deine Wahrheit ist der Tod (2022) wurde der Emons-Verlag auf die Autorin aufmerksam.
Im Februar 2024 erschien mit Marillenknödelmord (Emons) der erste Band ihrer schwarzhumorigen Horvath-Krimireihe, die in der Wachau spielt. Das Buch schaffte es in die Bestsellerliste des Hauptverbands des österreichischen Buchhandels. Die Premierelesung fand in der Tischlerei Kulturwerkstatt Melk zusammen mit Akkordeonvirtuosen Otto Lechner und LKA-Chef Niederösterreich Brigadier Stefan Pfandler statt.
Im Juli 2024 wurde die Neuauflage von Deine Wahrheit ist der Tod (Emons) publiziert.
Mit rund 50 Lesungen im Jahr tourt Andrea Walter durch Österreich und Deutschland. Unter anderem war sie Gast bei der 9. Steyrer Kriminacht. Darüber hinaus trat sie für den Emons-Verlag bei der Frankfurter Buchmesse 2024 auf 
und las anlässlich des 60-jährigen Bestehens der Bruno Lösche-Bibliothek in Berlin im Dezember 2024 aus Marillenknödelmord. Die Premierenlesung von Sonnwendmord fand im März 2025 im Rahmen der Leipziger Buchmesse bei „Leipzig liest“ statt.
2025 wurde sie vom Magazin "Die Niederösterreicherin" der Moser Holding Gruppe in zwei Kategorien mit dem Niederösterreicherinnen Award ausgezeichnet – als Siegerin in der Kategorie Kunst & Kultur sowie als Niederösterreicherin des Jahres.

## Bücher
Als Andrea Walter:
- In vino veritas – Deine Wahrheit ist der Tod. Thriller. BoD, Norderstedt 2022, ISBN 978-3-7562-2882-9.
  - Neuauflage: Deine Wahrheit ist der Tod. Thriller. Emons, Köln 2024, ISBN 978-3-7408-2223-1.

Als Fanny Svoboda:
- Marillenknödelmord. Krimi. Emons, Köln 2024, ISBN 978-3-7408-2212-5.
- Sonnwendmord. Krimi. Emons, Köln 2025, ISBN 978-3-74082224-8.